# Neuroteologia
A neuroteologia, também conhecida como bioteologia, neurociência da religião ou neurociência espiritual é uma disciplina científica que estuda os processos cognitivos que produzem experiências subjetivas tradicionalmente categorizadas como religiosas ou espirituais, relacionando-os com padrões de atividade no cérebro, descobrindo como e porque evoluíram nos humanos, e os seus benefícios. O assunto tem formado a base de vários livros de ciência popular.

## Introdução
"Neuroteologia" é um neologismo que descreve o estudo científico dos correlatos neurais de crenças, experiências e práticas religiosas ou espirituais. Outros pesquisadores preferem usar termos como "neurociência espiritual" ou "neurociência da religião". Pesquisadores da área tentam explicar a base neurológica para experiências religiosas, como:
- A percepção de que tempo, medo ou autoconsciência se dissolveram (ver sentimento oceânico)
- Dimensão da espiritualidade
- Pavor espiritual
- Unidade com o universo
- Transe extático[7]
- Iluminação súbita
- Estados alterados de consciência

## Terminologia
Aldous Huxley usou o termo neuroteologia pela primeira vez no romance utópico Island. A disciplina estuda a neurociência cognitiva da experiência religiosa e da espiritualidade. O termo também é às vezes usado em um contexto menos científico ou em um contexto filosófico. Alguns desses usos, de acordo com a comunidade científica convencional, se qualificam como pseudociência. Huxley o usou principalmente em um contexto filosófico.

Atualmente, o uso do termo neuroteologia em artigos científicos já é comum. Uma pesquisa no serviço de indexação de citações fornecido pelo Institute for Scientific Information retornou 68 artigos em dezembro de 2020. Uma busca no Google Acadêmico na mesma época retorna várias páginas com livros e artigos científicos com a palavra neuroteologia no título ou resumo. Trabalhos sobre a base neural da espiritualidade ocorreram esporadicamente ao longo do século XX.

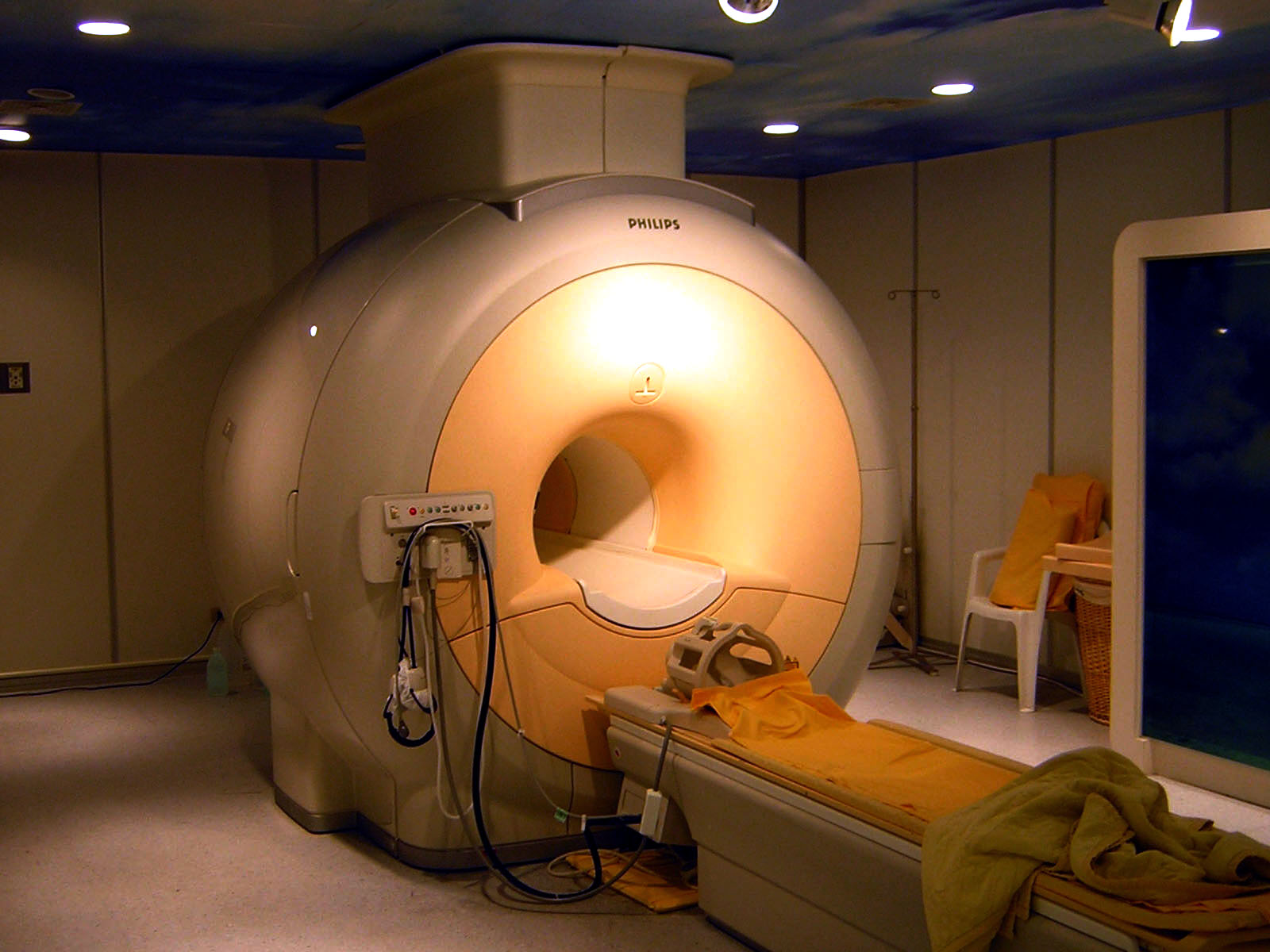
A imagem por ressonância magnética ajuda a estudar o cérebro em funcionamento, e é de grande ajuda para a neuroteologia.

## Áreas de estudo da neuroteologia
Existem várias áreas de estudo dentro da neuroteologia. Algumas delas são:
- Estudo sobre como o cérebro humano pode ter evoluído para produzir experiências (neuroteologia evolutiva)
- Estudo do desenvolvimento espiritual, do sentido de Deus e do Sagrado, e de experiências religiosas em crianças do nascimento até a infância (neuroteologia desenvolvimental)
- Estudo do comportamento espiritual e religioso da raça humana por toda a história, e de ancestrais de humanos como o Homo habilis e o Homo erectus, e espécies próximas como o homem-de-neandertal (neuroteoantropologia)
- Estudo do comportamento religioso e experiências religiosas em primatas e outros mamíferos com inteligências avançada (zooneuroteologia)

## Principais dúvidas dentro da neuroteologia

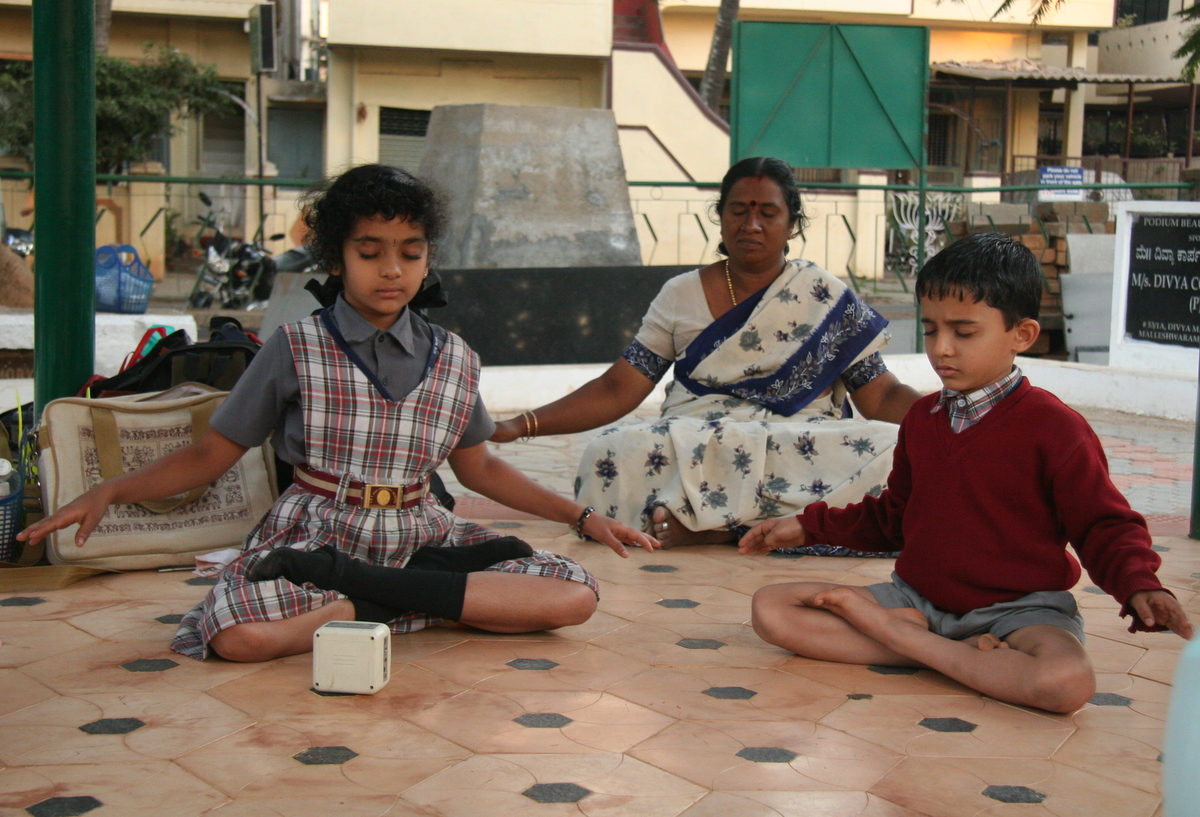
A meditação pode levar a pessoa a ter emoções religiosas, como a sensação de se estar em contato com Deus

- Evolução - Por que e como as experiências espirituais evoluíram?
- Idade - Bebês ou crianças podem ter experiências espirituais? Quando o cérebro humano fica apto a ter experiências espirituais? Existe alguma relação neurológica com o fato de que a maioria dos líderes religiosos tiveram suas epifanias nos seus 30 anos?
- Alucinógenos e enteógenos – Porque algumas substâncias causam experiências espirituais?
- Sexo - Como as experiências espirituais se diferem entre homens e mulheres? Podemos estabelecer uma relação entre essas diferenças com o dimorfismo sexual do cérebro da espécie humana?
- Sonhos - Qual é a relação entre experiências espirituais e sonhos? O indivíduo pode ter experiências espirituais enquanto dorme?
- Hipnose - A experiências espiritual compartilha mecanismos com a hipnose?
- Música - Cerimônias religiosas quase sempre envolvem música, e música pode gerar sentimentos religiosos, e experiências espirituais. Por que isso acontece?
- Genética - A herança genética pode influenciar na facilidade de se ter experiências espirituais? O gene chamado de "gene divino" (VMAT2) dá, ao ser humano, a predisposição de ter experiências espirituais?
- Espécies - Primatas e mamíferos com inteligência avançada como o elefante ou golfinhos podem ter experiências espirituais? Humanos primitivos podiam ter experiências espirituais? Elas eram semelhantes à de humanos modernos?

## Definindo e medindo a experiência e sentimentos espirituais/religiosos
A neuroteologia tenta explicar a base neurológica para aquelas experiências, que são popularmente chamadas de espirituais, religiosas, ou místicas (e outros termos) para formas anormais de cognição, que quase sempre envolvem um ou mais dos seguintes itens:

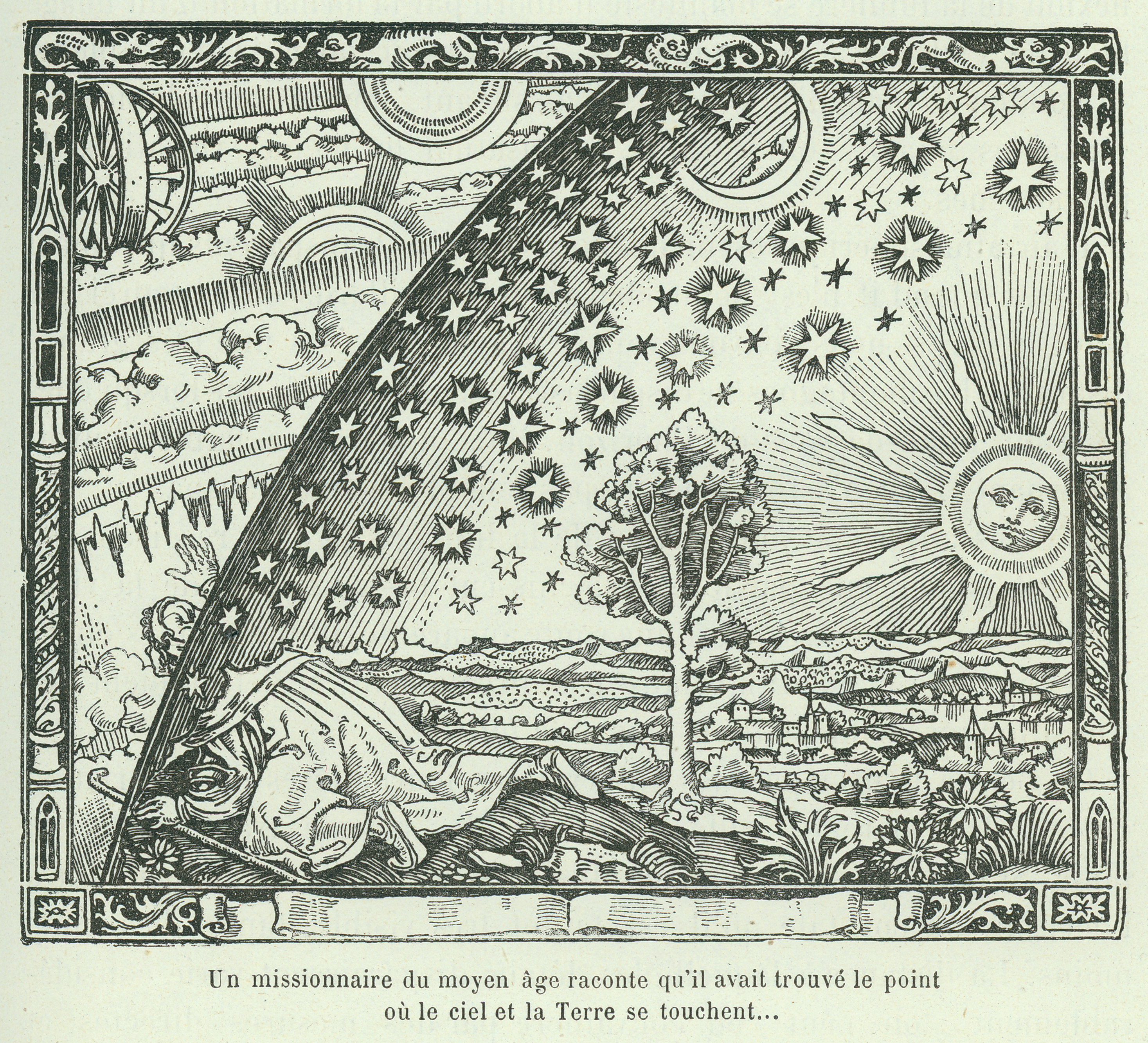
A gravura de Flammarion é usada frequentemente para ilustrar a experiência religiosa.

- Inefabilidade: a experiência não pode ser adequadamente ser colocada em palavras;
- Noético: o indivíduo sente que ele aprendeu alguma coisa de valor da experiência;
- Inexistência do espaço e tempo: a experiência causa a sensação de que não existe mais tempo e espaço;
- Sagrado: a experiência cria a sensação de que tudo é sagrado e divino;
- União: sentimento de união com tudo no universo, união com Deus ou alguma força maior que o indivíduo;[8]
- Outra Realidade: sentimento de que uma nova realidade ou a realidade definitiva foi revelada a ele;
  - Realidade Divina;
  - Consciência do absoluto;
- Sensações Positivas: a experiência é bem prazerosa e causa sentimento profundamente positivo;
- Efemeridade: a experiência é temporária; o indivíduo rapidamente volta ao estado normal da mente;
- Passiva: a experiência acontece para o indivíduo quase sem o seu controle;
- Dissolução do ego: a consciência do "eu" desaparece.

Essas experiências são vistas como base de diferentes formas de religião e crenças .

Exercícios de respiração como o Pranayama podem causar experiências religiosas.

### Eventos que podem causar experiências espirituais
- Técnicas de concentração, meditação, contemplação e que focam a atenção
- Oração
- Rituais religiosos
- Experiências de quase morte
- Exercícios de respiração (Ex : pranaiama)
- Música
- Dança
- Jejum prolongado
- Consumo de substâncias psicoativas (como DMT (ayahuasca), Salvia divinorum, peiote e várias outras).

## Partes do cérebro relacionadas a experiências espirituais
Várias partes do cérebro estão relacionada com experiências místicas. São elas:
- Lobo occipital em vermelho; lobo temporal em verde.
- Lobo parietal: diminuição de neurossinapses levando a sensação de união como o universo.
- Lobo frontal: concentração ampliada (meditação) bloqueia impulsos neurais externos, como sons, toque, frio, calor.
- Lobo temporal: ativação intensa de emoção, como alegria extrema.
- Lobo occipital: processa imagens que facilitam práticas espirituais (símbolos religiosos como a estrela de Davi, cruz, velas etc.)

## História e metodologia de estudo
Cientistas há muito tempo têm especulado que sentimentos religiosos poderiam estar ligados a lugares específicos no cérebro. Um dos mais antigos escritos sobre o assunto datam de 1892, nos quais alguns textos sobre doenças cerebrais falavam de uma ligação entre "emoção religiosa" e epilepsia.
Em 1969, o biólogo britânico Alister Hardy fundou um Centro de Pesquisa de Experiência Religiosa (RERC) em Oxford depois de se aposentar do cargo de Professor de Zoologia da  Linacre. Citando The Varieties of Religious Experience (1902), de William James, ele se propôs a coletar relatos em primeira mão de experiências numinosas. Ele recebeu o Prêmio Templeton antes de sua morte em 1985. Seu sucessor David Hay sugeriu em God's Biologist: A life of Alister Hardy (2011) que o RERC posteriormente se dispersou quando os investigadores se voltaram para novas técnicas de investigação científica.
Em estudos nas décadas de 1950 e 1960, foram tentados o uso de eletroencefalografia para estudar o comportamento das ondas cerebrais relacionado com estados espirituais. Em 1975, o neurologista Norma Geschwidn descreveu pacientes epilépticos com intensa experiência religiosa.

Lobo frontal em azul; lobo parietal em amarelo

Durante a década de 1980, o doutor Michael Persinger estimulou o lobo temporal de pacientes humanos com um campo magnético fraco usando um equipamento que ele chamava de capacete de Deus (God helmet). Os pacientes relataram ter a sensação de "uma presença celestial no quarto". Esse trabalho ganhou atenção na época, mas não foi explicado o mecanismo que causava esses efeitos. Em 1987, Michael Persinger publicou um livro sobre o assunto intitulado "Neuropsychological Bases of God Beliefs".
Numa tentativa de focalizar o crescente interesse no campo, em 1994, o professor Laurence O. McKinney publicou o primeiro livro com o termo neuroteologia no título: "Neurotheology: Virtual Religion in the 21st Century" (Neuroteologia: Religião Virtual no Século XXI), escrito para uma audiência leiga. O livro ganhou grande interesse de pessoas como o Dalai Lama e o eminente teólogo Harvey Cox.
Um livro de 1998 sobre o assunto ganhou muita atenção: "Zen and the Brain", escrito pelo neurologista e praticante de Zen James H. Austin.
No final da década de 1990, os neurocientistas Andrew Newberg e Eugene d’Aquili usaram várias técnicas de neuroimagem em budistas experientes em profunda meditação, e, nos anos subsequentes, fizeram testes em freiras enquanto estavam rezando. Andrew Newberg e Eugene d’Aquili escreveram vários livros sobre o assunto:
- em 1999, "A mente mística: entendendo a biologia da experiência religiosa"
- em 2002, "Por que Deus não quer ir embora: Ciência do cérebro e a biologia da crença".
- em 2006, "Por que acreditamos no que acreditamos: Descobrindo sobre nossa necessidade biológica por significado, espiritualidade e verdade"
- em outubro de 2007, "Nascidos para acreditar: Deus, Ciência, e a origem da crença ordinária e extraordinária".

Alguns recentes estudos com o uso de neuroimagem para localizar as regiões no cérebro ativas durante experiências que os pacientes associam como espiritual. David Wulf, um psicólogo da Wheaton Universidade de Massachusetts, disse que o "estudo de imagens do cérebro com os novos e poderosos aparelhos de neuroimagem como o MRIscanner, junto com a consistência do histórico de experiências espirituais por várias culturas, pela história e por religiões, sugerem um ponto em comum, e que isso reflete a estrutura e processos do cérebro humano. Ecoando antigas teorias de que sentimentos associados com experiências místicas ou religiosas são aspectos normais do funcionamento do cérebro sob circunstâncias extremas, e não comunicação direta com Deus ou outras entidades."
Alguns cientistas dizem que a neuroteologia pode reconciliar religião e ciência: mas, mesmo se não o conseguir, a neuroteologia pode desenvolver métodos seguros e precisos de indução a experiências espirituais para pessoas que não conseguem tê-las facilmente. Por causa dos efeitos positivos que essas experiências causam em pessoas que já a tiveram, alguns cientistas especulam que a habilidade de induzi-las artificialmente pode transformar a vida de algumas pessoas, tornando-as mais felizes, saudáveis e com melhor concentração.

## "Gene Divino"
A hipótese do gene divino propõe que alguns seres humanos carregam um gene que lhes dão a predisposição para episódios interpretados por algumas pessoas como revelação religiosa. A ideia foi postulada e promovida pelo geneticista Dean Hamer, diretor da Unidade Estrutura do Gene e Regulação do Instituto nacional do Câncer, nos Estados Unidos. Hamer escreveu um livro sobre o assunto intitulado "O gene divino: Como a fé é pré-programada dentro dos nossos genes (The God Gene: How Faith is Hardwired into our Genes)".
De acordo com a hipótese, o gene divino (VMAT2) não é “codificado” para a crença em Deus, mas é arranjado fisiologicamente para produzir sensações associadas, por alguns, com a presença de Deus ou outras experiências místicas, ou mais especificamente espiritualidade como um estado da mente.
Que vantagens evolutivas isso pode levar, e de que esses efeitos vantajosos são efeitos colaterais, são questões que ainda estão para serem totalmente exploradas. O doutor Hamer teorizou que a transcendência faz as pessoas ficarem mais otimistas, o que as leva a ficarem mais saudáveis e com mais probabilidade de terem muitos filhos.

## Livros sobre neuroteologia
Em Português:
- A religião do cérebro"

Em Inglês:
- The "God" part of the brain
- Neurotheology: Virtual Religion in the 21st Century
- NeuroTheology: Brain, Science, Spirituality, Religious Experience]
- Why God Won't Go Away: Brain Science and the Biology of Belief
- Why We Believe What We Believe: Uncovering Our Biological Need for Meaning, Spirituality, and Truth